# JBL2 2009-10
JBL2 2009-10は、2009年10月17日から2010年3月21日まで、日本各地で行われたバスケットボールリーグである。

## 参加チーム
- 日立電線ブルドッグス
- 黒田電気ブリット・スピリッツ
- ビッグブルー東京
- 石川ブルースパークス
- アイシン・エィ・ダブリュ アレイオンズ安城
- 豊田合成スコーピオンズ
- 豊田通商ファイティングイーグルス
- レノヴァ鹿児島

## 試合方式

### レギュラーシーズン
- 8チームによる3回戦総当たりリーグ戦を戦う。
- 1月は全日本総合バスケットボール選手権大会による中断を経て、16日に再開される。
- 上位4チームがプレーオフに進出する。

### プレーオフ
- レギュラーシーズン1位と4位、2位と3位の組み合わせでそれぞれ一発勝負のセミファイナル、ファイナルを戦う。3位決定戦も行う。プレーオフは下呂市の下呂市交流会館アクティブ（温アリーナ）で開催。

## 結果

### レギュラーシーズン順位
| 順位 | チーム名                                  | 成績     | 勝率  | タイブレーク |
| ---- | ----------------------------------------- | -------- | ----- | ------------ |
| 1    | 豊田通商ファイティングイーグルス          | 21勝0敗  | 1.000 |              |
| 2    | 石川ブルースパークス                      | 15勝6敗  | .714  |              |
| 3    | アイシン・エィ・ダブリュ アレイオンズ安城 | 14勝7敗  | .666  |              |
| 4    | 日立電線ブルドッグス                      | 11勝10敗 | .524  | 3-0          |
| 5    | 黒田電気ブリット・スピリッツ              | 11勝10敗 | .524  | 0-3          |
| 6    | レノヴァ鹿児島                            | 6勝15敗  | .286  |              |
| 7    | 豊田合成スコーピオンズ                    | 5勝16敗  | .238  |              |
| 8    | ビッグブルー東京                          | 1勝20敗  | .048  |              |

### プレーオフ
セミファイナル
- 石川ブルースパークス 88 - 74 アイシン・エィ・ダブリュ アレイオンズ安城
- 豊田通商ファイティングイーグルス 81 - 69 日立電線ブルドッグス

3位決定戦
- アイシン・エィ・ダブリュ アレイオンズ安城 71 - 59 日立電線ブルドッグス

ファイナル
- 豊田通商ファイティングイーグルス 91 - 67 石川ブルースパークス

### 最終順位
| 順位 | チーム名                                  |
| ---- | ----------------------------------------- |
| 1    | 豊田通商ファイティングイーグルス          |
| 2    | 石川ブルースパークス                      |
| 3    | アイシン・エィ・ダブリュ アレイオンズ安城 |
| 4    | 日立電線ブルドッグス                      |
| 5    | 黒田電気ブリット・スピリッツ              |
| 6    | レノヴァ鹿児島                            |
| 7    | 豊田合成スコーピオンズ                    |
| 8    | ビッグブルー東京                          |

## JBL2アウォード
| 部門                       | 受賞者   | チーム   |
| -------------------------- | -------- | -------- |
| MVP                        | 宮崎恭行 | 豊田通商 |
| ルーキー・オブ・ザ・イヤー | 富田敏幸 | 黒田電気 |
| コーチ・オブ・ザ・イヤー   | 木下官   | 石川     |

### ベスト5
| P   | 受賞者               | チーム     |
| --- | -------------------- | ---------- |
| G   | 宮崎恭行             | 豊田通商   |
| G/F | 高村和臣             | 石川       |
| F   | 山田真輝             | 石川       |
| F/C | 鈴木鉄夫             | アイシンAW |
| C   | マイケル・ハウスマン | 豊田通商   |

### リーダーズ
| 部門               | 受賞者               | チーム   | 記録    |
| ------------------ | -------------------- | -------- | ------- |
| 得点               | 大原健               | 豊田合成 | 22.08点 |
| アシスト           | 富田敏幸             | 黒田電気 | 3.48本  |
| リバウンド         | マイケル・ハウスマン | 豊田通商 | 11.19本 |
| 野投成功率         | マイケル・ハウスマン | 豊田通商 | 58.90%  |
| フリースロー成功率 | 富田敏幸             | 黒田電気 | 89.86%  |
| 3P成功率           | 宮崎恭行             | 豊田通商 | 42.42%  |
| スティール         | 伊計郁也             | レノヴァ | 2.24本  |
| ブロックショット   | クリス・ブラウン     | レノヴァ | 3.55本  |